# Toni Weiler

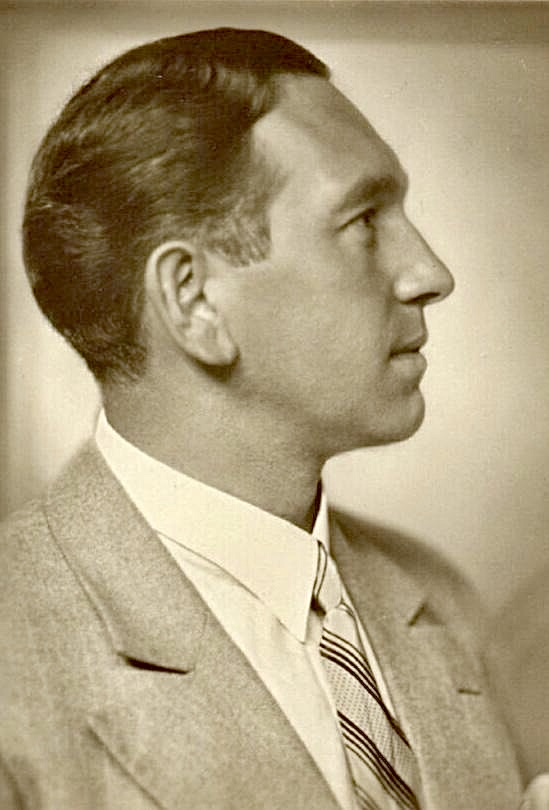
Toni Weiler

Toni Weiler, bürgerlicher Name Anton Weiler (* 7. August 1894 in Köln; † 30. Januar 1970 in Bonn) war ein deutscher Opernsänger in der Stimmlage Bariton.

## Leben und Wirken
Toni Weilers Gesangstalent wurde im Jugendalter von Konzertmeister Wunderlich des Kölner Gürzenich-Orchesters entdeckt. Der Dirigent Otto Klemperer empfahl Weiler zur Ausbildung an Hermann Abendroth, den Leiter des Kölner Konservatoriums, wo Weiler ab 1919 ein Gesangsstudium bei Eduard Walter absolvierte. Er erhielt ein Stipendium und wurde Meisterschüler.
Im Jahr 1922 hatte Weiler sein Bühnendebüt am Opernhaus Zürich als Ruggiero in Die Jüdin von Fromental Halévy. 1923 erhielt er ein Engagement an der Oper Magdeburg. 1929 wurde er vom Rat der Stadt Magdeburg zum Kammersänger ernannt.  Von 1934 bis 1938 folgte das Engagement an der Oper Dortmund. Als Antrittspartie sang er dort die Titelpartie in der Uraufführung der Oper Münchhausens letzte Lüge von Hansheinrich Dransmann. Seine Karriere setzte Weiler an der Oper Hannover und bei den Festspielen in Detmold fort. Er gab außerdem Gastspiele u. a. an der Staatsoper Berlin sowie an den Bühnen Frankfurt, Darmstadt, Karlsruhe, Köln, Osnabrück und Bonn.
Von 1940 bis zur kriegsbedingten Schließung des Theaters (das Theater wurde im August 1942 durch Bombenangriffe zerstört, die Aufführungen fanden daraufhin in der Mainzer Stadthalle statt, bis auch diese im Februar 1945 zerstört wurde) war Weiler festangestelltes Ensemblemitglied der Oper Mainz. Nach dem Krieg gab er im Juli 1945 sein erstes Konzert in Hameln mit dem Liederzyklus Dichterliebe von Robert Schumann. 1946 engagierte ihn Georg Hartmann an das Anhaltische Landestheater Dessau. 1951 und 1952 war Weiler Professor für Sologesang an der Staatlichen Hochschule für Musik in Halle. In seiner Dessauer Zeit (1946–1952) sang Weiler alle Partien des Bariton-Fachs. 1952 verlegte er seinen Wohnsitz nach Westdeutschland. In den folgenden Jahren gastierte er weiterhin an verschiedenen Opernbühnen, u. a. in Dessau und Köln.

## Opernrollen (Auswahl)
- Marcel in La Bohème von Giacomo Puccini[5]
- Jochanaan in Salome von Richard Strauss
- Taddeo in Der Bajazzo von Ruggero Leoncavallo
- Alfio Guldensack in Die Zaubergeige von Werner Egk
- Graf Peter Homonay in Der Zigeunerbaron von Johann Strauss
- Kruschina in Die verkaufte Braut von Bedřich Smetana
- Michele in Der Mantel von Giacomo Puccini
- Titelrolle in Rigoletto von Giuseppe Verdi
- René in Ein Maskenball von Giuseppe Verdi
- Scarpia in Tosca von Giacomo Puccini
- Fürst Jeletzky in Pique Dame von Pjotr Iljitsch Tschaikowski
- Don Carlos in Die Macht des Schicksals von Giuseppe Verdi
- Der König in Die Kluge von Carl Orff
- Sebastiano in Tiefland von Eugen d’Albert
- Sprecher in Die Zauberflöte von Wolfgang Amadeus Mozart
- Wolfram von Eschenbach in Tannhäuser von Richard Wagner[6]
- Amonasro in Aida von Giuseppe Verdi
- Escamillo in Carmen von Georges Bizet
- Dapertutto in Hoffmanns Erzählungen von Jacques Offenbach
- Ottokar in Der Freischütz von Carl Maria von Weber
- Don Pizarro in Fidelio von Ludwig van Beethoven
- George Germont in La traviata von Giuseppe Verdi
- Rangoni in Boris Godunow von Modest Mussorgski
- Alfio in Cavalleria Rusticana von Pietro Mascagni
- Kothner in Die Meistersinger von Nürnberg von Richard Wagner
- Simon in Die vier Grobiane von Ermanno Wolf-Ferrari
- Titelrolle in Don Giovanni von Wolfgang Amadeus Mozart[7]
- Graf Luna in Der Troubadour von Giuseppe Verdi[8]
- Amfortas in Parsifal von Richard Wagner[9]
- Titelrolle Falstaff von Giuseppe Verdi
- Graf von Eberbach in Der Wildschütz von Albert Lortzing

## Diskografie
- Lied an den Abendstern aus der Oper Tannhäuser von Richard Wagner. Staatskapelle Berlin, Dirigent: Alfred Schmidt (auf 10 Zoll Schellack-Schallplatte, Schallplatten-Volksverband – MD 9635)[10]
- Blick’ ich umher aus der Oper Tannhäuser von Richard Wagner. Staatskapelle Berlin, Dirigent: Alfred Schmidt, (auf 10 Zoll Schellack-Schallplatte)[10]